# Абокала, Карим
Карим Абокала (Karim Abokahla, араб. كريم أبو كحلة‎; род. 11 ноября 1996 года) — Египетский тяжелоатлет, выступающий в весовых категориях до 89 и до 96 кг. Чемпион мира 2023 года, чемпион Африканских игр 2019 года, двукратный чемпион Африки.

## Карьера
На летних Африканских играх в Рабате в 2019 году в категории до 89 кг Карим завоевал золотую медаль с результатом 365 кг.
На чемпионате мира 2021 года, который состоялся в Ташкенте, египтянин стал четвёртым в категории до 89 кг с результатом 365 кг по сумме двух упражнений. 
На чемпионате Африки по тяжёлой атлетике в 2022 году в Каире Абокала стал чемпионом Африки в категории до 96 кг. Через год в Тунисе он повторил свой успех.
В Саудовской Аравии, где состоялся Чемпионат мира по тяжёлой атлетике 2023 года, египетский спортсмен в категории до 96 кг завоевал золотую медаль чемпионата мира с результатом 387 кг по сумме двух упражнений. Малая золотая медаль в толчке также досталась ему (213 кг), а в рывке он был вторым (174 кг).

## Спортивные результаты
| Год  | Соревнование     | Место проведения | Весовая категория | Рывок  | Толчок | Сумма двоеборья | Место |
| 2019 | Африканские игры | Рабат            | до 89 кг          | 164 кг | 201 кг | 365 кг          | 1     |
| 2022 | Чемпионат Африки | Каир             | до 96 кг          | 145 кг | 195 кг | 340 кг          | 1     |
| 2023 | Чемпионат Африки | Тунис            | до 96 кг          | 167 кг | 208 кг | 375 кг          | 1     |
| 2023 | Чемпионат мира   | Эр-Рияд          | до 89 кг          | 174 кг | 213 кг | 387 кг          | 1     |